# Tempsa sumatrana
Tempsa sumatrana är en insektsart som beskrevs av Schmidt 1910. Tempsa sumatrana ingår i släktet Tempsa och familjen sköldstritar. Inga underarter finns listade i Catalogue of Life.